# Żuraw i czapla
Żuraw i czapla – polski serial telewizyjny z 1985 roku, składający się z 2 odcinków.
Serial kręcony w Warszawie (Osiedle Latawiec), Giżycku i Rynie.

## Fabuła
Serial opowiada o miłosnej znajomości Marcina i Kasi. Marcin kiedyś był narkomanem i teraz boi się powiedzieć o tym Kasi. Fałszywe niedomówienia skutkują rozpadem ich związku.

## Obsada
- Dariusz Domarecki – Marcin
- Katarzyna Chrzanowska – Kasia
- Teresa Budzisz-Krzyżanowska – matka Marcina
- Barbara Sołtysik – matka Kasi
- Eugeniusz Dykiel – Wojtek
- Jerzy Frydrych – Bogdan
- Wojciech Asiński – kolega Marcina i Kasi
- Anna Gornostaj – Mariola, narkomanka
- Jacek Kawalec – kolega Kasi
- Piotr Polk – kolega Kasi
- Jerzy Turek – nauczyciel chemii
- Stanisław Sojka – piosenkarz
- Anna Garwolińska – uczennica
- Jolanta Mielech – uczennica
- Krzysztof Ibisz – uczeń
- Hanna Wrycza – koleżanka Kasi
- Renata Pękul – koleżanka Kasi
- Bernard Michalski – dyrektor liceum
- Lech Ordon – nauczyciel w liceum
- Anna Milewska – profesor Krynicka
- Magdalena Wójcik – Magda, siostra Kasi
- Krzysztof Stelmaszyk – nauczyciel w liceum
- Wojciech Malajkat – kolega Kasi